# Гегу
Гегу (фр. Guégou) — небольшой город и супрефектура в Чаде, расположенный на территории региона Западное Майо-Кеби. Входит в состав департамента Лак-Лере.

## Географическое положение
Город находится в юго-западной части Чада, к югу от реки Майо-Кеби, к юго-западу от озера Лере, на высоте 256 метров над уровнем моря.
Населённый пункт расположен на расстоянии приблизительно 294 километров к юго-юго-западу (SSW) от столицы страны Нджамены.

## Население
По данным официальной переписи 2009 года численность населения Гегу составляла 14 055 человек (6805 мужчин и 7250 женщин). Население супрефектуры по возрастному диапазону распределилось следующим образом: 50,3 % — жители младше 15 лет, 44,7 % — между 15 и 59 годами и 5 % — в возрасте 60 лет и старше.

## Транспорт
Ближайший аэропорт расположен в городе Лере.